# باشگاه فوتبال نیو کالج آکادمی
باشگاه فوتبال نیو کالج آکادمی (به انگلیسی: New College Academy Football Club) یک باشگاه فوتبال در شهر نیو کالج، سوئیندون، کشور انگلستان است که در سال ۲۰۰۲ میلادی تأسیس شده‌است.